# Hippoporina acuta
Hippoporina acuta är en mossdjursart som beskrevs av Cook 1964. Hippoporina acuta ingår i släktet Hippoporina och familjen Bitectiporidae. Inga underarter finns listade i Catalogue of Life.